# UU Водолея
UU Водолея (лат. UU Aquarii) — двойная затменная переменная звезда типа Алголя (EA), новоподобная катаклизмическая переменная звезда (NL) в созвездии Водолея на расстоянии приблизительно 835 световых лет (около 256 парсеков) от Солнца. Видимая звёздная величина звезды — от +15,5m до +12,85m. Орбитальный период — около 0,1636 суток (3,9264 часов).

## Характеристики
Первый компонент — аккрецирующий белый карлик спектрального класса pec(e). Эффективная температура — около 7250 К.